# Imre Soós

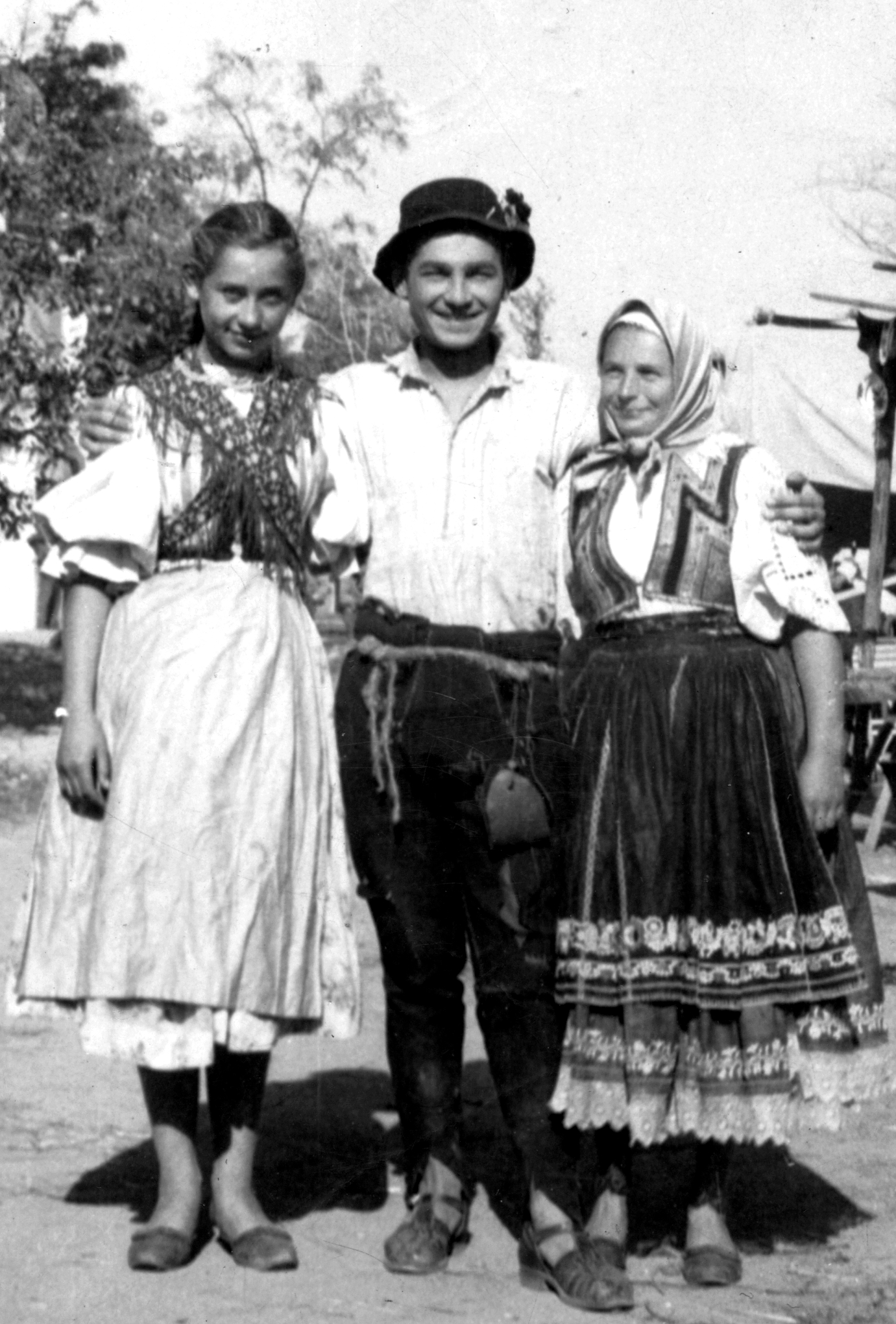
Imre Soós im Film Lúdas Matyi (1949)

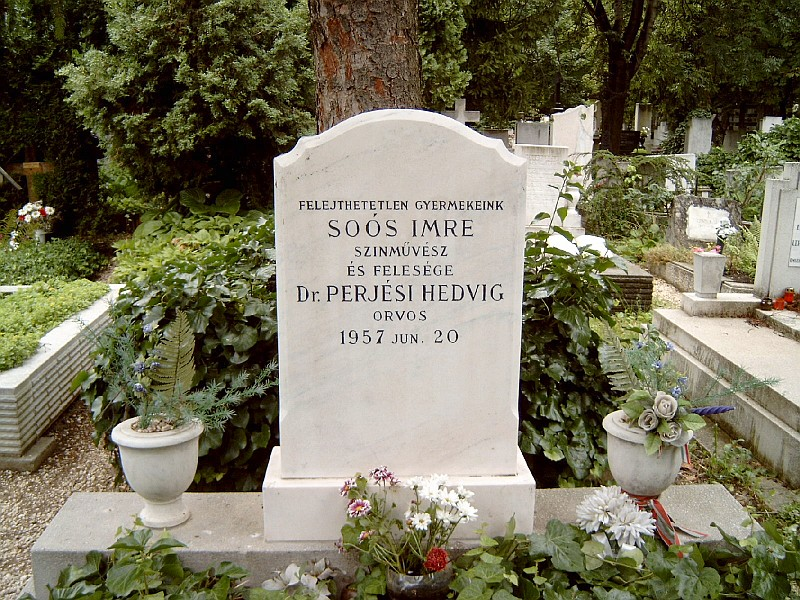
Das Grab von Imre Soós in Budapest

Imre Soós [ˈimrɛ ˈʃoːʃ] (* 12. Februar 1930 in Balmazújváros, Ungarn; † 20. Juni 1957 in Budapest) war ein ungarischer Schauspieler.
Der Sohn einer armen Kleinhäuslerfamilie mit acht Kindern erhielt die Möglichkeit, 1948 bis 1952 die Theater- und Filmhochschule in Budapest zu absolvieren und war nach seiner Graduierung von 1952 bis 1955 am Csokonai-Theater (Csokonai Nemzeti Színház) in Debrecen engagiert. Sein intensives Spiel und seine starke Bühnenpräsenz, beispielsweise als Romeo, machten den sensiblen jungen Mann früh zum Star. 1954 erhielt er den Mari-Jászai-Preis.
Soós, der 1948 als Statist beim Film begonnen hatte, feierte auch in diesem Medium einen steilen Aufstieg. 1955 waren Mari Törőcsik und er das „Traumpaar“ in Zoltán Fábris  Film Körhinta (Karussell). Später gehörte Soós zum Ensemble des Budapester Madách-Theaters (Madách Színház), das ihn auf seiner Website heute unter „Unseren Größten“ vorstellt. Im Juni 1957 wurde Soós zusammen mit seiner Frau Hedvig Perjési tot aufgefunden; als Todesursache wurde von offizieller Seite Doppelsuizid angegeben.

## Filmografie (Auswahl)
- 1949: Lúdas Matyi
- 1951: 2:0 für Marika (Civil a pályán)
- 1953: Mädchen von heute (Kiskrajcár)
- 1954: Liliomfi
- 1955: Karussell (Körhinta)